# Ranoidea mira
Ranoidea mira, también conocida como la rana de chocolate, es una especie de rana de árbol de la subfamilia Pelodryadinae, y forma parte del complejo de especies Ranoidea caerulea. Fue descubierta en Nueva Guinea por un equipo de investigación dirigido por la Universidad Griffith.

## Taxonomía y sistemática
Se cree que R. mira y la rana arborícola verde derivan de un antepasado común cuando Australia y Nueva Guinea estaban unidas por tierra hace 2.6 millones de años. Se bautizó como mira (Palabra que significa "sorpresa" o "extrañez" en latín) debido a la naturaleza sorprendente del descubrimiento y a su piel de color marrón-chocolate.

## Descripción
Ranoidea mira guarda un parentesco cercano con la rana arborícola verde. Ambas se ven similares con excepción de su color de piel. Ranoidea mira tiene una combinación de membranas en las manos, gran tamaño, extremidades relativamente cortas y robustas así como un fragmento pequeño de piel violeta en las puntas de sus ojos. Es ligeramente más pequeña que la rana arborícola verde, midiendo entre 7 y 8 centímetros al alcanzar la madurez.

## Distribución y hábitat
Ranoidea mira es endémica de Nueva Guinea.